# Klarissen

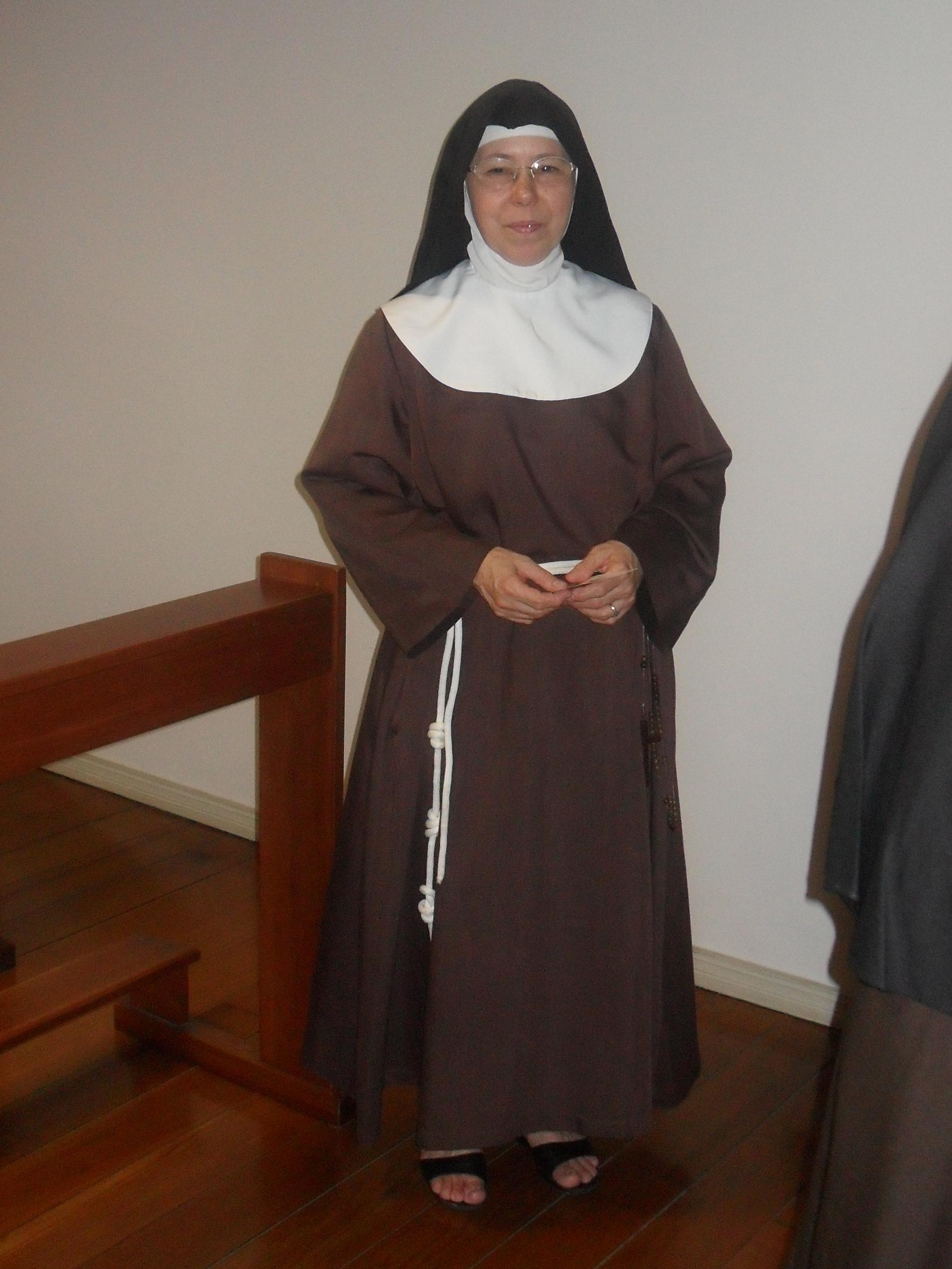
Klarisse

Der zweite Orden des hl. Franziskus, der Orden der Klarissen, auch Arme Klarissen oder Klarissinnen genannt (lateinisch Ordo Sanctae Clarae, Ordenskürzel OSCl; auch seraphischer Orden genannt, in Frankreich auch Cordelières), wurde vom heiligen Franziskus und der heiligen Klara von Assisi (1193–1253) gegründet. Angezogen von der Predigt des heiligen Franziskus entschloss sich Klara von Favarone zu einem Leben in der Nachfolge Christi in evangelischer Armut.

## Geschichte
Nachdem Klara sich in der Nacht zum Palmsonntag (18./19. März) 1212 in der Portiunculakapelle von Franziskus die Haare hatte abschneiden lassen und von ihm „mit einem ärmlichen Gewand“ bekleidet worden war, brachte Franziskus sie für kurze Zeit in zwei Konventen der Benediktinerinnen unter. Später fand sie bei der von Franziskus wiederhergestellten Kapelle San Damiano am Rande von Assisi Unterkunft. In der Zwischenzeit hatten sich ihr auch andere Frauen, unter anderem ihre jüngere Schwester Agnes, angeschlossen. Die Schwesterngemeinschaft wurde als „Damianitinnen“, „arme Frauen bei San Damiano“, schnell bekannt. Erst nach dem Tode Klaras im Jahre 1253 wurden sie als Klarissen bezeichnet und der Orden des hl. Damian wurde zum Klarissenorden.
Franziskus schrieb für die Gemeinschaft, deren Äbtissin Klara seit 1215 war, eine kurze Regel (Formula vitae), die strenge Klausur und vollkommene Armut nahezu ohne Besitz und Einkünfte verlangte. Klara wollte, wie Franziskus, an dieser evangelischen Armutsforderung festhalten. Rasch fand das Beispiel der Damianitinnen Nachahmung und führte so zu neuen Klostergründungen der Minoriten und Klarissen, später zur Gründung eines dritten Ordens.

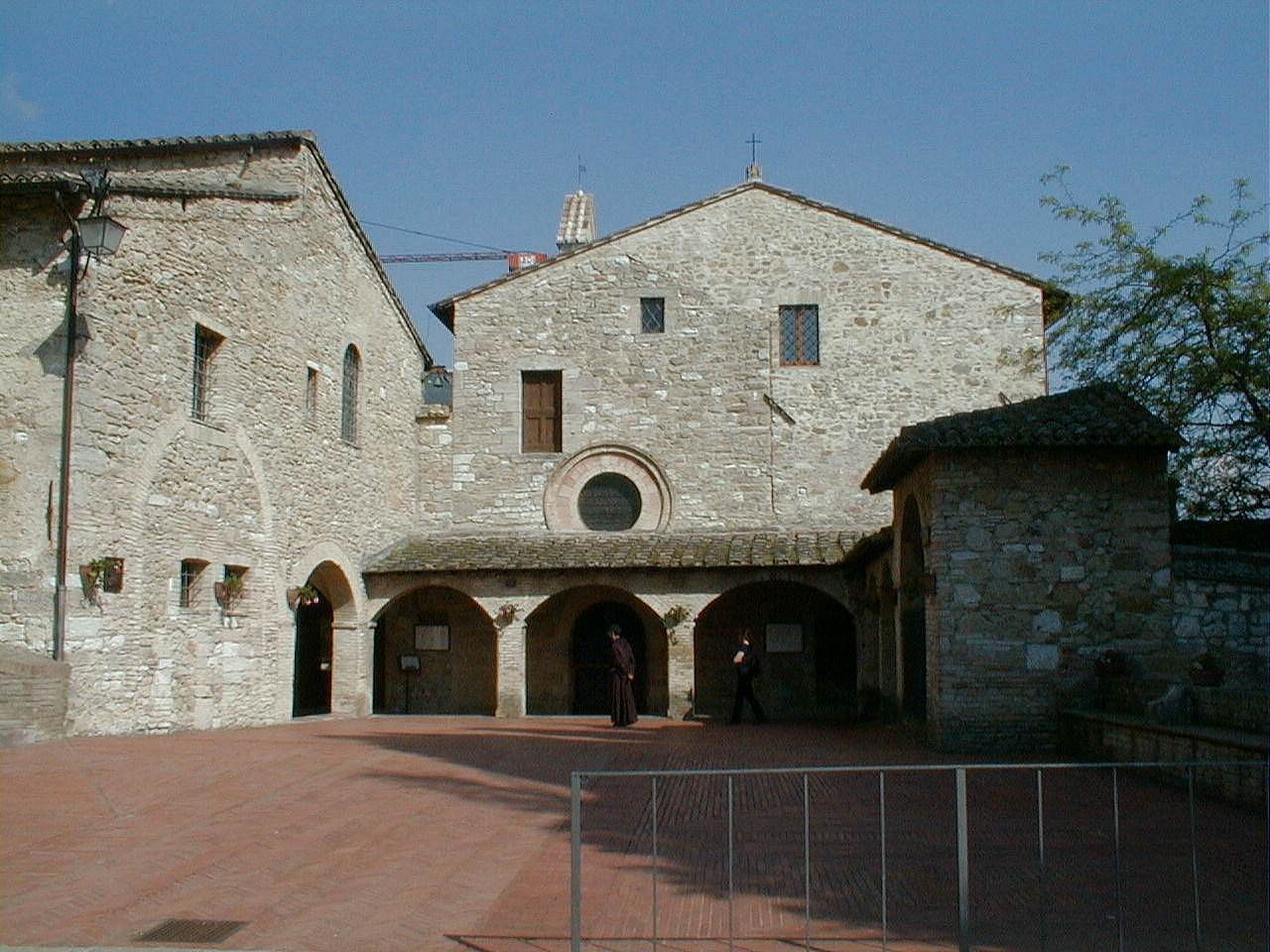
Eingang zur Kirche San Damiano in Assisi

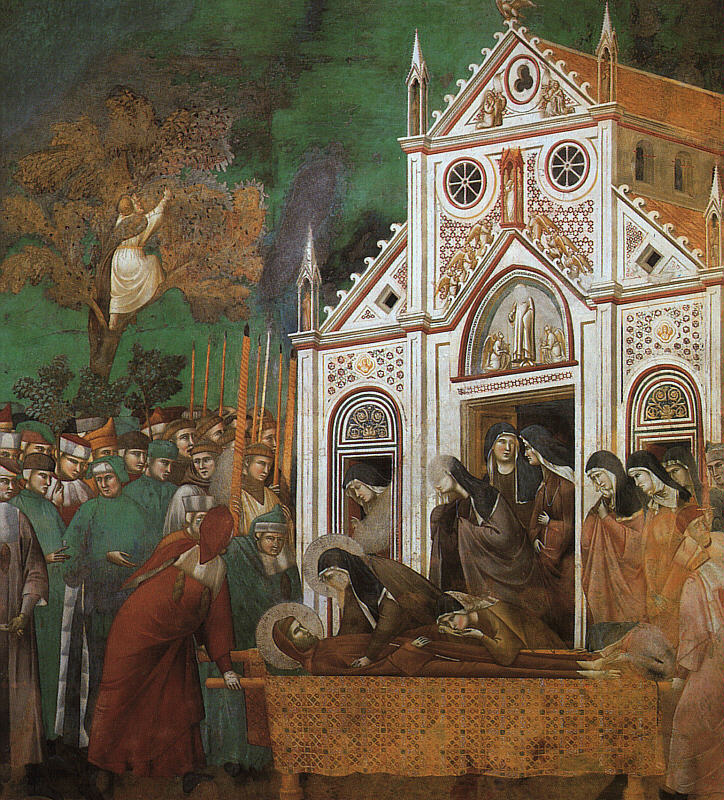
Die hl. Klara trauert um den hl. Franziskus. Freskenzyklus von Giotto di Bondone in der Basilika von Assisi.

Kardinal Hugolin von Ostia, der spätere Papst Gregor IX., sah in diesen Klöstern ein Vorbild für die Reform anderer Frauenklöster, nahm sich ihrer an und schrieb eine eigene Regel, die sich an der Benediktsregel orientierte und die Damianitinnen in das traditionelle Mönchtum einordnete. In den meisten Klöstern, die nach dem Vorbild von San Damiano entstanden waren, wurde nach 1218 die Regel des Kardinals Hugolin eingeführt. Da Klara die franziskanische Armut von Hugolin aufgegeben und die unmittelbare Zuordnung zu den Minderbrüdern gefährdet sah, blieb sie selbst mit einigen wenigen Klöstern (darunter auch das von der sel. Agnes von Böhmen in Prag gegründete) bei der Formula vitae des Franziskus. 1228 gewährte Hugolin (jetzt als Papst Gregor IX.) Klara das Armutsprivileg (Privilegium paupertatis).
1247 erhielten die Schwestern von Innozenz IV. eine neue Regel, die sich an die Regel des heiligen Franz von 1223 hielt und die Damianitinnen somit eindeutig den Franziskanern zuordnete, was ganz im Sinne Klaras war. Sie protestierte jedoch dagegen, dass Innozenz IV. den Klöstern feste Einkünfte und gemeinsamen Besitz zugestand, denn damit war das Armutsprivileg ausgeschaltet. Drei Jahre später wurde die Regel des Papstes dann wieder zurückgenommen, da sich auch die Franziskaner dagegen gewehrt hatten, weil sie in der seelsorgerischen Betreuung und Leitung der Schwesterngemeinschaft eine zu große Last sahen.
Klara begann dann eine eigene Regel zu verfassen und legte in ihrem „Testament“ eindringlich ihren eigenen Bekehrungsweg und ihre franziskanische Christusnachfolge dar. 1253 wurde die Regel Klaras von Papst Innozenz IV. mit der Bestätigungsbulle Solet annuere bestätigt. Zwei Tage später, am 11. August, starb Klara. Man befand sich in einer Zeit der lebhaften religiösen Frauenbewegung, in der sich des Öfteren Frauen zu religiösen Gemeinschaften zusammenschlossen, und so hatte sich auch der Orden Klaras trotz der inneren Unsicherheit rasch ausgebreitet. Als die heilige Klara starb, gab es bereits 111 Klöster: 68 in Italien, 21 in Spanien, 14 in Frankreich, 8 im Heiligen Römischen Reich; gegen Ende des 14. Jahrhunderts waren es über 400 Klöster in Europa.
Die Regel der Clara galt nur für das Kloster San Damiano, und so blieb in den übrigen franziskanischen Frauenklöstern Unsicherheit und Verschiedenheit. Um diesen Missstand endlich beseitigen zu können und um eine einheitliche Ordnung zu erreichen, veröffentlichte Papst Urban IV. im Jahre 1263 eine neue Regel; weithin nahm jene die Regel Papst Innozenz’ IV. wieder auf und gestattete den Klöstern abermals gemeinsamen Besitz und feste Einkünfte zur Existenzsicherung. Das führte dazu, dass die Klöster die angestrebte Einheit nicht erreichten, da sie sich nun in zwei Gruppen teilten: Die eine folgte einer strengeren Observanz nach der Regel Klaras, die andere der Urbans IV. (Urbanistinnen, Ordo Sanctae Clarae regulae Urbani IV., Ordenskürzel OSClUrb). Der strengere Zweig wird nach einer Reform durch die französische Klarisse Colette von Corbie zu Beginn des 15. Jahrhunderts als Colettinische Klarissen oder Colet(t)innen (lateinisch Ordo Sanctae Clarae reformationis ab Coleta, Arme Klarissen; Ordenskürzel OSClCol) bezeichnet. Nachdem sich  ab  1525 der Kapuzinerorden vom Franziskanerorden abgespalten hatte, bildete sich auch bei den Klarissen eine Reformbewegung, die Klarissen-Kapuzinerinnen (OSClCap). Innerhalb dieser Bewegung entstanden 1860 die Kapuzinerinnen von der Ewigen Anbetung mit heute vier Häusern in Deutschland.
Heute existieren weltweit rund 1.000 Klarissenklöster. In Deutschland gibt es etwa 20 Klarissenklöster unterschiedlicher Observanz. Der Zweig der Urbanistinnen, zu dem im Mittelalter die meisten Klarissenklöster in Deutschland gehören, hat heute weltweit noch etwa 88 Klöster mit 1200 Nonnen, der Zweig der Colettinnen mit etwa 60 Klöstern im spanischsprachigen Raum hat knapp 800 Schwestern und die Klarissen-Kapuzinerinnen (SOClCap) 2300 Schwestern in 157 Klöstern.
Im Juni 2024 wandten sich zehn Nonnen des Klarissenkonvents Convento de Nuestra Señora de Bretonera in Belorado (Spanien) von der römisch-katholischen Kirche ab, weil sie Beschlüsse des Zweiten Vatikanischen Konzils ablehnten. Sie weigerten sich, die Autorität des Vatikans, des Ortsbischofs und der vom Vatikan eingesetzten Ordensoberin anzuerkennen. Nach  mehreren Vermittlungsversuchen wurden sie exkommuniziert und aus dem Orden entlassen, das Kloster wurde aufgelöst. Vier der Frauen blieben in den Konventsgebäuden wohnen und beanspruchen entgegen dem Kirchenrecht das Eigentum an dem Anwesen.